# Prefettura di Turpan
La prefettura di Turpan (in cinese: 吐鲁番地区, pinyin: Tulufán Dìqū; in uiguro: تۇرپان ۋىلايىتى, Turpan Wilayiti) è una prefettura della provincia del Sinkiang, in Cina.